# Demon’s Dance (album Two Steps from Hell)
Demon’s Dance – trzeci album studyjny amerykańskiej wytwórni Two Steps from Hell, wydany 26 czerwca 2012.

## Wydanie
Album został wydany w aplikacji na Androida, w momencie ukazania się tej aplikacji. Możliwość pobrania albumu została ograniczona czasowo.

## Lista utworów
| Nr  | Tytuł                |
| --- | -------------------- |
| 1.  | „Caspia”             |
| 2.  | „Fields of Blood”    |
| 3.  | „Cannibal”           |
| 4.  | „Demon’s Dance”      |
| 5.  | „Sons of War”        |
| 6.  | „Moonlight Armies”   |
| 7.  | „Never Forget”       |
| 8.  | „Shoot to Kill”      |
| 9.  | „ASAP”               |
| 10. | „Forces of Destiny”  |
| 11. | „Red Omen”           |
| 12. | „Global Waste”       |
| 13. | „Kickdown”           |
| 14. | „Photos in Darkness” |
| 15. | „Dreams of the Dead” |
| 16. | „Swingset Murders”   |
| 17. | „Little Ben”         |
| 18. | „Exhumed”            |